# Рочдейл
Ро́чдейл (англ. Rochdale, [/ˈrɒtʃdeɪl/]) — місто у графстві Великий Манчестер, Англія, Велика Британія. Адміністративний центр метропольного боро Рочдейл. 

## Географія
Місто розташоване у передгір'ї Пеннінських гір на річці Роч (Роуч).  

## Клімат
| Кліматограма Рочдейлу | Кліматограма Рочдейлу | Кліматограма Рочдейлу | Кліматограма Рочдейлу | Кліматограма Рочдейлу | Кліматограма Рочдейлу | Кліматограма Рочдейлу | Кліматограма Рочдейлу | Кліматограма Рочдейлу | Кліматограма Рочдейлу | Кліматограма Рочдейлу | Кліматограма Рочдейлу |
| --- | --------------------- | --------------------- | --------------------- | --------------------- | --------------------- | --------------------- | --------------------- | --------------------- | --------------------- | --------------------- | --------------------- |
| С | Л                     | Б                     | К                     | Т                     | Ч                     | Л                     | С                     | В                     | Ж                     | Л                     | Г                     |
| 96 6 1 | 81 6 1                | 79 8 2                | 73 11 3               | 75 14 7               | 89 17 9               | 89 18 11              | 92 18 11              | 81 16 9               | 95 13 7               | 93 8 4                | 104 6 2               |
| Середня макс. і мін. температури повітря (°C) Атмосферні опади (мм), за рік : 1047 мм. Джерело: Рочдейл «Climate-Data.org» (англ.) |                       |                       |                       |                       |                       |                       |                       |                       |                       |                       |                       |

## Населення
Чисельність населення 211 699 осіб (2011).

## Відомі персоналії
- Анна Фріл (1976) — англійська акторка.

## Міста-побратими
- Львів, Україна (26 серпня 1992)[6].
- Білефельд, Німеччина (1953)